# Regija Atacama
III. regija Atacama (španjolski: III Región de Atacama) je jedna od 15 regija u Čileu. Nalazi se na sjeveru zemlje na istoku regije je državna granica s Argentinom.

## Stanovništvo
Atacama je treća najmanje naseljena regija u zemlji, nakon Aysen i Magallanes. Od ukupne populacije, više od 50% nalaze u gradovima Copiapo i Vallenar.
Najveći gradovi prema popisu iz 2002. su Copiapo sa 125.983, Vallenar 43.750, Caldera 12.776, Chañaral 12.086, El Salvador 8.697, Tierra Amarilla 8.578 i Diego de Almagro sa 7.951 stanovnikom.

## Zemljopis
Susjedne regije su na sjeveru Antofagasta , na jugu Coquimbo, na istoku su argentinske provincije Catamarca, La Rioja i San Juan, a na zapadu je Tihi ocean. Središte regije Copiapo se nalazi na 806 km sjeverno od glavnog grada zemlje Santiaga.

## Administrativna podjela
Regije je podjeljena na tri provincije i devet općina.
| Provincija | Središte | Općina              | Zemljovid |
| ---------- | -------- | ------------------- | --------- |
| Chañaral   | Chañaral | 1. Chañaral         |           |
| Chañaral   | Chañaral | 2. Diego de Almagro |           |
| Copiapó    | Copiapó  | 3. Caldera          |           |
| Copiapó    | Copiapó  | 4. Copiapó          |           |
| Copiapó    | Copiapó  | 5 Tierra Amarilla   |           |
| Huasco     | Vallenar | 6. Alto del Carmen  |           |
| Huasco     | Vallenar | 7. Freirina         |           |
| Huasco     | Vallenar | 8. Huasco           |           |
| Huasco     | Vallenar | 9. Vallenar         |           |

## Vanjske poveznice
- Portal Web Atacama